# Immacolata Sirressi
Immacolata "Imma" Sirressi (Santeramo in Colle, 19 maggio 1990) è una pallavolista italiana, libero della Black Angels Perugia.

## Carriera

### Club

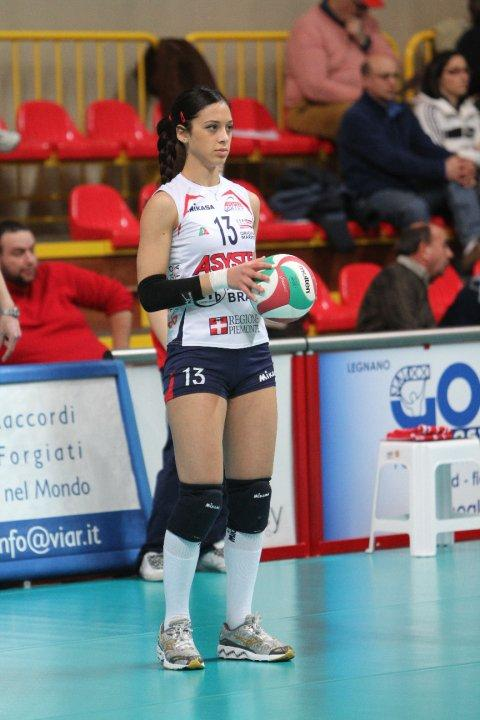
Sirressi all'Asystel nel 2010

Figlia della pallavolista Chiara Marsico, Immacolata Siressi inizia la sua carriera pallavolistica da professionista nella stagione 2004-05 quando fa il suo esordio nella serie A1 italiana con la maglia del Santeramo, anche se come riserva. Dopo due stagioni con il club pugliese, fa parte per un'annata del Club Italia e nella stagione 2007-08 ritorna a Santeramo in Colle, giocando da titolare.
Nella stagione 2009-10 viene ingaggiata dall'Asystel di Novara al posto di Paola Cardullo, ceduta al Villa Cortese, mentre in quella seguente torna a giocare in Puglia nel Castellana Grotte.
Nella stagione 2011-12 passa alla Robur Tiboni Urbino, mentre in quella successiva veste la maglia del Chieri Torino; si trasferisce quindi nel campionato 2013-14 al Casalmaggiore, club dove resta per cinque annate aggiudicandosi lo scudetto 2014-15, la Supercoppa italiana 2015, trofeo nel quale viene anche premiata come MVP, e la Champions League 2015-16.
Per il campionato 2018-19 si accasa al Bergamo, sempre in Serie A1, dove resta per un biennio prima di far ritorno al club di Casalmaggiore nell'annata 2020-21. Nella stagione 2021-22 firma per la Wealth Planet Perugia, mentre in quella seguente difende i colori della Megavolley, ancora in Serie A1. 
Per il campionato 2023-24 fa ritorno a Perugia, questa volta in serie A2, conquistando la Coppa Italia di categoria e venendo premiata, nell'occasione, come miglior giocatrice e la promozione in Serie A1, dove milita con la stessa società, che muta nome in Black Angels Perugia, nella stagione 2024-25.

### Nazionale
Dopo aver vinto il campionato europeo di categoria con la selezione italiana Under-19, venendo anche premiata come miglior libero, nel 2009 ottiene la prima convocazione in nazionale maggiore, con cui nel novembre dello stesso anno vince la medaglia d'oro alla Grand Champions Cup. L'anno seguente vince la medaglia d'argento alla Piemonte Woman Cup e nel 2011 si aggiudica l'oro alla Coppa del Mondo.

## Palmarès

### Club
- Campionato italiano: 1

2014-15
- Supercoppa italiana: 1

2015
- Champions League: 1

2015-16
- Coppa Italia di Serie A2: 1

2023-24

### Nazionale (competizioni minori)
- Campionato europeo under 18 2007
- Campionato europeo under 19 2008
- Piemonte Woman Cup 2010

### Premi individuali
- 2008 - Campionato europeo under 19: Miglior libero
- 2015 - Supercoppa italiana: MVP
- 2024 - Coppa Italia di Serie A2: MVP